# Silk (film)
Silk är en dramafilm från 2007 i regi av François Girard.

## Roller
- Michael Pitt - Hervé Joncour
- Keira Knightley - Hélène Joncour
- Alfred Molina - Baldabiou
- Miki Nakatani - Madame Blanche
- Kōji Yakusho - Hara Jubei
- Sei Ashina - The Mistress
- Callum Keith Rennie - Schuyler
- Mark Rendall - Ludovic Berbek
- Naoko Watanabe - Japansk flicka